# Nekodirajuća RNK
Nekodirajuća ribonukleinska kiselina (eng. ncRNA) sveobuhvatni je naziv za ribonukleinske kiseline koje se ne prevode u bjelančevine kao glasnički RNK. Ovdje se nalaze ribosomski RNK, prijenosni RNK, male RNK (miRNK, siRNK, piRNK, snRNK, snoRNK), lncRNK, protusmisleni RNK, riboprekidači i ribozim. Nekodirajući RNK-i kod eukariota izrađuju najveći dio RNK-a koji nastaje prijepisom, kod ljudi oko 98 % Imaju višestruke funkcije u stanici.

## Duge nekodirajuće RNK
Nakon sekvenciranja ljudskog genoma, otkriveno je da postoji tisuće dugih nekodirajućih RNK (eng. lncRNA) transkripata koji potječu izvan regija koje kodiraju proteine. lncRNA se obično definiraju kao RNK transkripti dulji od 200 nukleotida koji ne sadrže otvoreni čitajući okvir (ORF).[nedostaje izvor]
lncRNA i mRNA dijele mnoge karakteristike poput prekrajanja, dodavanje 5'-kape, poliadenilacije i transkripcije pomoću RNA polimeraze II (Pol II). Ipak, razlikuju u nekim ključnim aspektima. U usporedbi s mRNA, lncRNA imaju niže razine ekspresije i sekvence su im slabije konzervirane među vrstama te imaju manje efikasno prekrajanje.
Mnoge lncRNA su dio kompleksa za modifikaciju kromatina te njihova transkripcija često započinje u enhancerima, što ukazuje na povezanost između ekspresije lncRNA i kontrole genske ekspresije. lncRNA također imaju važne uloge u citoplazmi – mogu regulirati proces translacije, metabolizam i stanično signaliziranje.